# Hạ Nhất Thành
Hạ Nhất Thành (Tiếng Bồ Đào Nha: Ho Iat Seng, Chữ Hán phồn thể: 賀一誠, Chữ Hán giản thể: 贺一诚, Bính âm Hán ngữ: Hè yīchéng, GLM), sinh ngày 12 tháng 6 năm 1957, là một doanh nhân và chính khách Ma Cao. Ông hiện là Đặc khu trưởng Ma Cao. Trước đó ông là Chủ tịch Hội đồng Lập pháp Ma Cao, Ủy viên Ma Cao của Ủy ban Thường vụ Đại hội Đại biểu Nhân dân Toàn quốc Cộng hòa Nhân dân Trung Hoa, Tổng Giám đốc Tập đoàn Công nghiệp Hetian (Hạ Điền), Chủ tịch Công ty Phát triển Đầu tư Hetian.
Ông có tư tưởng thuộc về Trận doanh kiến chế, học vị Thạc sĩ Kỹ thuật.

## Xuất thân và giáo dục
Hạ Nhất Thành có nguyên quán tại thành phố cấp huyện Nghĩa Ô, địa cấp thị Kim Hoa, tỉnh Chiết Giang. Ông sinh ra ở Ma Cao vào ngày 12 tháng 6 năm 1957, thuộc Bồ Đào Nha. Ông có quốc tịch Bồ Đào Nha cho đến năm 2019 mới từ bỏ. Theo báo "Hồng Kông 01", ông có và giữ một thẻ căn cước Hồng Kông, sở hữu tài sản dân cư tại Khu Bán Sơn, Hữu Nhất Thôn thuộc Bán đảo Cửu Long, Hồng Kông trong những năm đầu.
Năm 1976, ông tốt nghiệp Trường Trung học Bồi Đạo Ma Cao. Ông đến Đại học Chiết Giang năm 1992 để theo học nghiên cứu sinh ngành cơ khí và điện tử.

## Sự nghiệp
Những năm đầu, ông là chuyên viên của Ủy ban Kinh tế Chính phủ Đặc khu hành chính Ma Cao. Lân lượt là chuyên viên của Ủy ban Khoa học, Công nghệ và Sáng tạo, Giám đốc Điều hành của Phòng Thương mại Trung Quốc tại Ma Cao, Chủ tịch Hiệp hội Các nhà sản xuất Ma Cao, Chủ tịch Hội đồng Giám sát, Phòng Thương mại và Xuất nhập khẩu Ma Cao. Ông cũng kiêm nhiệm Tổng Giám đốc Điều hành Tập đoàn Công nghiệp Hetian (Hạ Điền), Ma Cao.
Từ năm 2000 đến 2019 ông là Ủy viên đoàn đại biểu Ma Cao của Ủy ban Thường vụ Đại hội Đại biểu Nhân dân Toàn quốc Cộng hòa Nhân dân Trung Hoa khóa IX, X, XI và XII (2001-2019). Ông là Ủy viên Hội đồng Hành chính Ma Cao giai đoạn 2004 – 2009. Từ năm 2009, ông là Ủy viên Hội đồng Lập pháp Ma Cao (là đại biểu được lựa chọn từ các ngành kinh doanh, công nghiệp và tài chính) và được bầu giữ vị trí Phó Chủ tịch. Năm 2013, ông được bầu làm Chủ tịch Hội đồng Lập pháp Ma Cao.
Vào ngày 18 tháng 4 năm 2019, ông tuyên bố rằng ông sẽ cạnh tranh cho Cuộc bầu cử Trưởng quan Ma Cao năm 2019 của Đặc khu hành chính Ma Cao, một chức vụ tối cao của Ma Cao, tương đương chức vụ Tỉnh trưởng Chính phủ Nhân dân, cấp Chính Tỉnh – Chính Bộ, hàm Tỉnh trưởng – Bộ trưởng. Vào ngày 22 tháng 7, ông trở thành ứng cử viên tương lai duy nhất nhận được đủ số đề cử từ Ủy ban bầu cử Ma Cao.
Vào ngày 25 tháng 8 năm 2019, Hạ Nhất Thành đã được bầu với số phiếu cao 392 phiếu, chiếm tỷ lệ 90%, trở thành Ứng cử viên khóa thứ năm cho vị trí Trưởng quan Ma Cao. Ông được Tổng lý Quốc vụ viện Lý Khắc Cường bổ nhiệm chính thức vào ngày 04 tháng 9 năm 2019. Vào ngày 11 tháng 9, ông tiến về thủ đô Bắc Kinh, nhận quyết định bổ nhiệm của Tổng lý Quốc vụ viện Lý Khắc Cường, trở thành Trưởng quan Ma Cao đương nhiệm. Tính đến năm 2020, ông cũng là Trưởng quan Ma Cao duy nhất từng là Chủ tịch Hội đồng Lập pháp Ma Cao.
Ngày 20 tháng 12 năm 2019, Hạ Nhất Thành chính thức nhậm chức Trưởng quan Ma Cao, tuyên thệ vì an ninh quốc gia, đặc khu Ma Cao, tiếp tục thực hiện nguyên tắc Một quốc gia, hai chế độ dựa trên đặc điểm riêng biệt của Ma Cao.

## Các sự kiện liên quan tới Hạ Nhất Thành

### Sự kiện rác thải
Năm 2018, Ủy viên Hội đồng Lập pháp Ma Cao, Tô Gia Hào, đã đề cập đến thuật ngữ "Hội Lập Ngập" trong Hội đồng Lập pháp, chỉ trích Hội đồng. Ủy viên chính thức Hoàng Hiển Huy đã phản đối điều này. Trong khi đó, Chủ tịch Hạ Nhất Thành trả lời rằng Hội đồng Lập pháp Ma Cao rất khó để làm hài lòng tất cả mọi người. Ông cho rằng những lời chỉ trích "Hội Lập Ngập" là một sự xúc phạm, khi mà mục tiêu của Hội đồng hướng về phía đoàn kết Ma Cao, phát triển Ma Cao.
| “                                                               | "Tại sao bạn vừa phải ở quá cao và vừa phải ở trong bãi rác?" "那為何還要這麼清高，留在垃圾堆工作呢" | ” |
| — Chủ tịch Hội đồng Lập pháp Ma Cao trả lời Ủy viên Tô Gia Hoa. | |   |

Sau đó, ông đã gửi vấn đề tới Ủy ban Hiến pháp của Hội đồng Lập pháp để nghiên cứu các sự việc chỉ trích Hội đồng Lập pháp. Ông cũng tin rằng, có sự khó khăn nhất định tại thời điểm hiện tại để công dân lấy lại niềm tin vào Hội đồng Lập pháp Ma Cao. Ủy viên Tô Gia Hào sau đó đã trả lời những nhận xét của Hạ Nhất Thành. Tô Gia Hào đồng ý rằng cuộc bầu cử của ông với tư cách là Ủy viên Hội đồng Lập pháp là điều tất yếu, tuy nhiên đang bị công chúng chỉ trích. Vì điều này, Tô Gia Hào đã tự đả kích và chỉ trích chính mình. Thuật ngữ "Hội Lập Ngập" hiện tại đang được sử dụng phổ biến ở Ma Cao.

### Sự kiện nhiệm kỳ gia hạn Cố vấn pháp lý Hội đồng Lập pháp
Vào tháng 8 năm 2018, Paulo Cardinal và Paulo Taipa, hai Cố vấn pháp lý cao cấp của Bồ Đào Nha tại Hội đồng Lập pháp Ma Cao, đã được thông báo rằng thời hạn cố vấn không được gia hạn và không cung cấp lý do cụ thể, gây ra tranh cãi. Ông Hạ Nhất Thành, Chủ tịch Hội đồng Lập pháp, ban đầu chỉ ra rằng sự sắp xếp này là do nhu cầu tổ chức lại đội ngũ pháp lý trong Hội đồng Lập pháp. Khi quyết định được công khai, ông đã thay đổi lời nói sang lý do muốn tổ chức lại cấu trúc nội bộ. Ông nhấn mạnh rằng quyết định không gia hạn cố vấn này không mang tính chính trị, mà nhằm hướng tới chỉnh đốn tổ chức. Còn cố vấn Paulo Cardinal đã nói với truyền thông rằng: "Đây là một quyết định bất ngờ. Tôi có thể nói rằng tôi đã thực hiện nhiệm vụ của mình với lương tâm."
Các Ủy viên Hội đồng Lập pháp là Cao Thiên Tứ, Tô Gia Hào và Ngô Quốc Xương đã gửi thư cho Chủ tịch Hạ Nhất Thành với đề nghị được giải thích sự kiện cố vấn, nhưng không nhận được phản hồi chính thức. Một cựu Ủy viên Hội đồng Lập pháp, Ủy viên Hội nghị Hiệp thương Chính trị Nhân dân Trung Quốc lần thứ 11 Âu An Lợi và luật sư Ma Cao O'Leary đã cho rằng hai vị cố vấn Paulo Cardinal và Paulo Taipa là nhân tố không thể thiếu để duy trì chất lượng của công việc lập pháp của Hội đồng Lập pháp Ma Cao, và chỉ ra rằng không ai có thể hiểu tại sao hai cố vấn không được gia hạn, và đã kêu gọi Hội đồng Lập pháp giải thích tình huống lợi ích công cộng dựa trên quyết định không gia hạn. Các quyết định đã được đưa ra bởi Thường vụ Hội đồng Lập pháp, bao gồm Phó Chủ tịch Thôi Thế Xương, Tống Thư ký Cao Khai Hiền, Thư ký viên Trần Hồng.
Paulo Cardinal và Paulo Taipa không làm việc ở Macau sau khi hết hạn. Các nguồn và nguồn tin nặc danh chỉ ra rằng hai cựu cố vấn có mối liên hệ, kinh nghiệm sâu rộng nhưng lại không thể tìm được đối tác ở Ma Cao sau khi rời Hội đồng Lập pháp. Các nguồn tin cho rằng vấn đề nằm ở chỗ Hạ Nhất Thành là người đứng đầu Ma Cao hiện tại, các tổ chức Ma Cao không thể liên kết với hai vị cố vấn sau khi họ hết hạn bởi quyết định của Hạ Nhất Thành.

## Cuộc đua bầu cử Trưởng quan Ma Cao
Vào tháng 8 năm 2016, khi tóm tắt công việc của Hội đồng Lập pháp Ma Cao, Hạ Nhất Thành tuyên bố rằng ông sẽ không tranh cử nhiệm kỳ thứ năm của chức vụ Trưởng quan Hành chính Khu hành chính đặc biệt Ma Cao, và nhấn mạnh: "Chủ tịch Hội đồng Lập pháp cũng có thể làm tốt công việc và nhiệm vụ của Trưởng quan Hành chính."
Vào ngày 13 tháng 2 năm 2019, Hạ Nhất Thành bày tỏ sự đổi ý, ý định ra tranh cử Trưởng quan Ma Cao và chỉ ra rằng với kinh nghiệm của những năm là Chủ tịch Hội đồng Lập pháp, ông không ngại bước chân vào "bếp nóng". Vào ngày 18 tháng 4, ông đã tổ chức một cuộc họp báo sau khi Trưởng quan Ma Cao Thôi Thế An tham dự kỳ họp của Hội đồng Lập pháp. Hạ Nhất Thành công bố quyết định sơ bộ của ông về việc tham gia cuộc bầu cử Trưởng quan, và ông quyết định từ chức vị trí Ủy viên đoàn đại biểu Ma Cao tại Đại hội đại biểu Nhân dân Toàn quốc đủ điều kiện bầu cử. Đơn từ chức của ông đã được phê duyệt tại cuộc họp của Ủy ban Thường vụ Đại hội Đại biểu Nhân dân Trung Quốc vào ngày 23 tháng 4. Vào ngày 18 tháng 6, ông đã tổ chức một cuộc họp báo tại Tháp Ma Cao và chính thức tuyên bố tranh cử. Vào ngày 05 tháng 7, Hạ Nhất Thành đã từ chức chức vụ Chủ tịch Hội đồng Lập pháp. Cùng tháng đó, ông được đề cử bởi 378 trong số 399 đại cử tri, và ngày hôm sau, ông đã thêm một đề cử vào 379, trở thành người duy nhất nhận được đủ đề cử.
Vào ngày 25 tháng 8 năm 2019, Hạ Nhất Thành đã nhận được 392 phiếu trong cuộc bầu cử và số còn lại là 07 phiếu trắng và 01 phiếu không hợp lệ, chính thức trúng cử chức vụ Trưởng quan Hành chính Khu hành chính đặc biệt Ma Cao và được Tổng lý Quốc vụ viện Lý Khắc Cường bổ nhiệm.
Trong đợt bầu cử khóa năm này, vì chỉ có Hạ Nhất Thành là ứng cử viên trong cuộc, nên cuộc bầu cử được giới truyền thông gọi là "Cuộc bầu cử một người". Có những tranh cãi nhất định và sự chỉ trích từ cư dân mạng vì cuộc bầu cử một người. Có những quan điểm cho rằng Hạ Nhất Thành đã được định vị vị trí Trưởng quan, cuộc bầu cử chỉ mang tính tượng trưng, không có hiệu quả thực tế. Có ý kiến cho rằng, cuộc bầu cử khóa năm của Ma Cao là sự kiện vô nghĩa, mang kỷ lục Guiness.

## Gia đình
Cha của Hạ Nhất Thành là Hạ Điền, một nhà công nghiệp. Hạ Điền đã thành lập Tập đoàn Công nghiệp Hạ Điền vào những năm 1950 và phân phối nguồn cung về kinh tế ở Trung Quốc đại lục vào những năm 1960 và 1970.
- Chị gái của ông là Hạ Định Nhất, Ủy viên Hội đồng Lập pháp Ma Cao, Tổng Giám đốc Tập đoàn Công nghiệp Hetian (Hạ Điền), Chủ tịch Công ty Phát triển Đầu tư Hetian và Phó Chủ tịch Hiệp hội Công nghiệp Ma Cao.
- Vợ ông là Trịnh Tố Trinh, người từng đại diện cho thương hiệu mỹ phẩm Hàn Quốc Missha ở Hồng Kông cùng với anh em của mình. Tuy nhiên, vào năm 2015, Missha đã ngừng hoạt động tại Hồng Kông. Trịnh Tố Trinh, với tư cách là cổ đông và Giám đốc của hãng đại diện, đã đưa vốn vào ngân hàng để thu hồi nợ.
- Con gái của ông là Hạ Khải Kỳ, sinh ra ở Hồng Kông năm 1989, và hiện đang là đại diện cho Tập đoàn Công nghiệp Hetian tại Chính Hiệp Chiết Giang.

## Danh dự
Năm 2001, ông đã được Chính phủ Đặc khu hành chính Ma Cao trao tặng Huân chương Công trạng.
Năm 2009, ông được trao tặng Huân chương danh dự Hoa sen vàng.